# Recuva
Recuva — условно-бесплатная[уточнить] утилита, которая предоставляет пользователям мощный и простой в использовании инструмент для восстановления потерянных (в результате программного сбоя или удалённых) данных. Утилита была создана британской частной фирмой Piriform и написана на C++.

## Возможности
- Восстановление:
  - данных с поврежденных и отформатированных носителей информации.
  - удалённых сообщений из почтового ящика (поддерживает Microsoft Outlook Express, Mozilla Thunderbird и Windows Live Mail).
  - удалённой музыки с цифровых проигрывателей плееров.
  - структуры папок.
  - несохранённых документов Microsoft Word.
- Мастер быстрого запуска.
- Глубокое сканирование системы.
- Утилита способна надёжно удалить файлы, которые пользователи хотят стереть навсегда.
- Полная совместимость с операционными системами Windows.
- Многоязычная поддержка языков (включая русский язык).
- Расширенный и функциональный поиск файлов в системе, который способен:
  - показывать файлы из скрытых/системных папок.
  - показывать файлы с нулевым размером.
  - показывать надёжно удалённые файлы.
  - искать неудалённые файлы с повреждённых носителей.

## Портативная версия
Recuva Portable — это специальная версия Recuva, предназначенная для работы со сменных носителей информации, таких как USB флэш-диск, Memory Stick, цифровой проигрыватель и прочих устройств.

## Критика
- В апреле 2010 года, в ходе тестирования журналом Hard’n’Soft бесплатных утилит для восстановления данных, версия 1.35 заняла 1 место из 8, получив оценку «5» и награду «выбор редакции»[2].
- В июле 2010 года, в тесте журнала ComputerBild, версия 1.36 заняла 5 место из 6, получив оценку «приемлемо». Из достоинств был отмечен высокий уровень восстановления данных на жестких дисках с NTFS разделом, в то время как работа с FAT32 и USB носителями осталась неудовлетворительной[3].

### Реклама
По умолчанию в инсталляционный пакет Recuva включена установка панели инструментов Yahoo! Toolbar, которую пользователи могут отключить. На официальном сайте программы существует Slim-сборка, в которую не включена панель инструментов от Yahoo!.

## Системные требования
Утилита работает в операционных системах семейства Microsoft Windows, в частности на Windows XP, Windows Vista, Windows 7, Windows 8, Windows 8.1 и Windows 10.